# Pseudocopivaleria
Pseudocopivaleria är ett släkte av fjärilar. Pseudocopivaleria ingår i familjen nattflyn.
Kladogram enligt Catalogue of Life:
| Pseudocopivaleria | \| \| Pseudocopivaleria anaverta \| \| \| \| \| \| Pseudocopivaleria sonoma \| \| \| \| |
|                   | \| \| Pseudocopivaleria anaverta \| \| \| \| \| \| Pseudocopivaleria sonoma \| \| \| \| |
|                   | Pseudocopivaleria anaverta                                                              |
|                   |                                                                                         |
|                   | Pseudocopivaleria sonoma                                                                |
|                   |                                                                                         |